# Notaticus obscurus
Notaticus obscurus är en skalbaggsart som beskrevs av García och Navarro 2001. Notaticus obscurus ingår i släktet Notaticus och familjen dykare. Inga underarter finns listade i Catalogue of Life.